# Kleine Meerjungfrau

Frontansicht der Statue

Die kleine Meerjungfrau im Hafen von Kopenhagen

Die Kleine Meerjungfrau (dänisch Den lille Havfrue) wird eine Bronzefigur an der Uferpromenade Langelinie in Kopenhagen genannt. Die Sitzfigur auf einem Findling hat ihr Vorbild in dem gleichnamigen Märchen des dänischen Dichters Hans Christian Andersen. Mit einer Höhe von 125 cm gilt das Kunstwerk nach dem Entwurf von Edvard Eriksen als eines der kleinsten Wahrzeichen der Welt.

## Geschichte
Der Kopenhagener Bildhauer Edvard Eriksen (1876–1959) schuf die 1913 aufgestellte Skulptur Kleine Meerjungfrau, die zum Wahrzeichen Kopenhagens werden sollte. Der Künstler ließ sich von der Figur der Jeanne d’Arc von Henri Chapu in der Ny Carlsberg Glyptotek inspirieren. Den Kopf gestaltete er nach dem Vorbild der Primaballerina Ellen Price (1878–1968), die 1909 in Kopenhagen als Hauptdarstellerin eines Balletts gleichen Namens sehr beliebt war. Der Körper wurde nach dem Vorbild seiner Ehefrau Eline (1881–1963) geschaffen, da Price es abgelehnt hatte, dem Künstler als Aktmodell zu dienen.

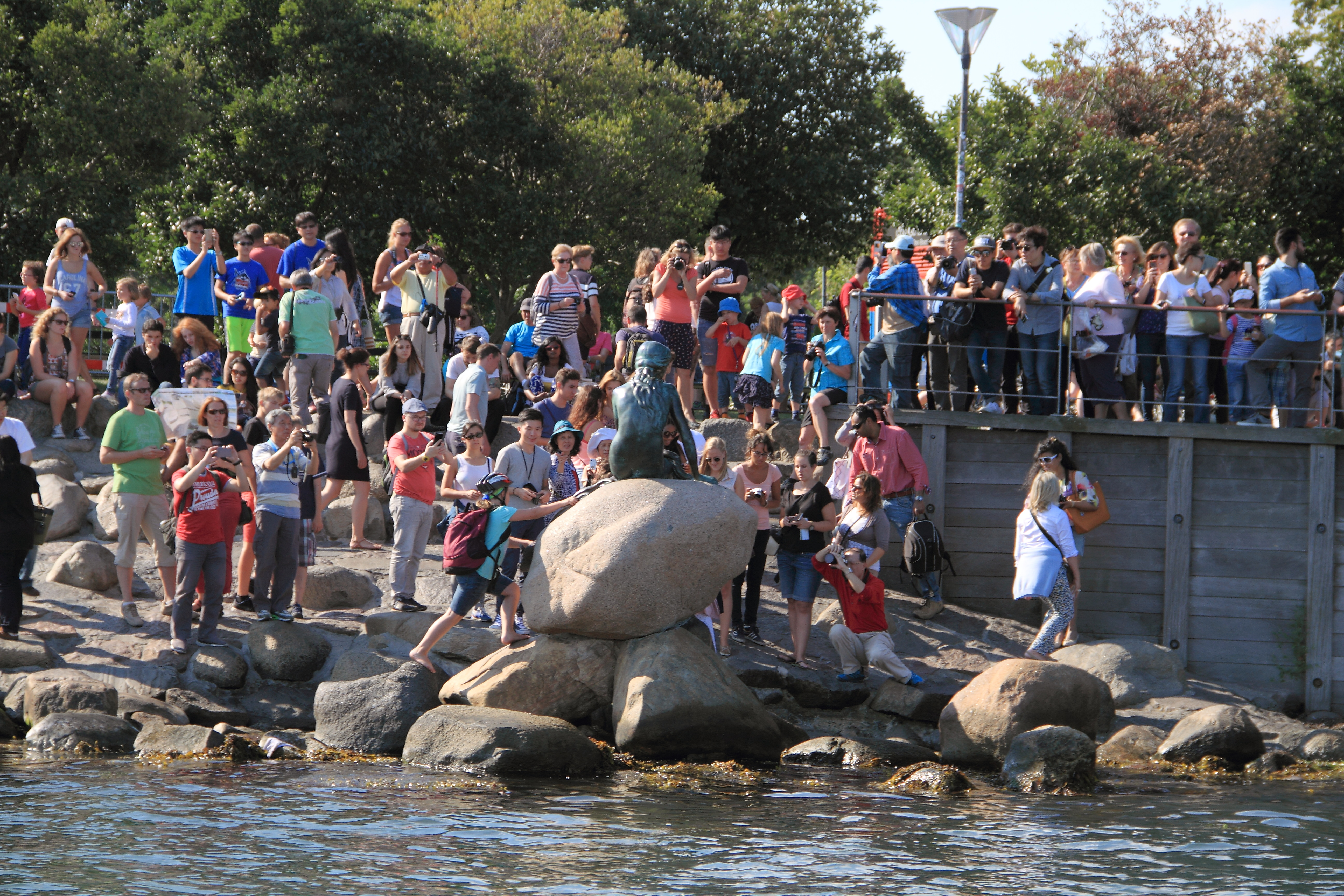
Besucherandrang an einem Sonntag im Sommer in Kopenhagen

Auftraggeber war der Kunstmäzen und Sohn des Firmengründers der in Kopenhagen ansässigen Carlsberg-Brauerei, Carl Jacobsen. Am 23. August 1913 wurde eine Kopie der 175 kg schweren Figur an ihrem heutigen Platz, der von Henrik August Flindt und Vilhelm Dahlerup geschaffenen, 1900 fertiggestellten Uferpromenade Langelinie aufgestellt. Das Original wird von den Nachfahren Eriksens an einem unbekannten Ort aufbewahrt.
2009 wurde die Skulptur Survival of the Fattest neben ihr aufgestellt.
Ende März 2010 wurde die Figur entfernt und von Mai bis Oktober im dänischen Pavillon der Expo in Shanghai gezeigt. Im Anschluss kehrte sie an ihren angestammten Platz zurück.

## Vandalismus
Die Statue wurde immer wieder Ziel von Vandalismus. So wurden der Kopf (24. April 1964 von Jørgen Nash), der rechte Arm (22. Juli 1984) und wieder der Kopf (6. Januar 1998) abgesägt; auch wurde die Figur, wahrscheinlich mit Hilfe von Sprengstoff, vom Felsen gestürzt (11. September 2003). Die Skulptur wurde immer wieder restauriert und gegebenenfalls ergänzt, wozu auch eine der beiden noch vorhandenen originalen Gipsfiguren herangezogen wurde. Im März 2007 wurde sie während einer Demonstration mit rosa Farbe besprüht. Im Frühjahr 2017 wurde die Meerjungfrau gleich zweimal mit Farbe bedacht: Zuerst wurde sie mit „Dänemark, verteidige die Wale der Färöer-Inseln“ besprüht, um auf die Waltötung auf den Färöern aufmerksam zu machen. Zwei Wochen später wurde die Skulptur blau und weiß angemalt. In Bodennähe fand sich die Aufschrift „Befri Abdulle“ (Befreit Abdulle). Anfang Juli 2020 wurde die Statue mit dem Schriftzug „Racist Fish“ beschmiert; ein Zusammenhang mit Black-Lives-Matter-Protesten wurde dabei nicht bestätigt. Im März 2022 sprühten Unbekannte auf den Sockel in schwarzer Farbe Zeichen, die das russische „Z“-Symbol mit einem Hakenkreuz gleichsetzten.

## Repliken

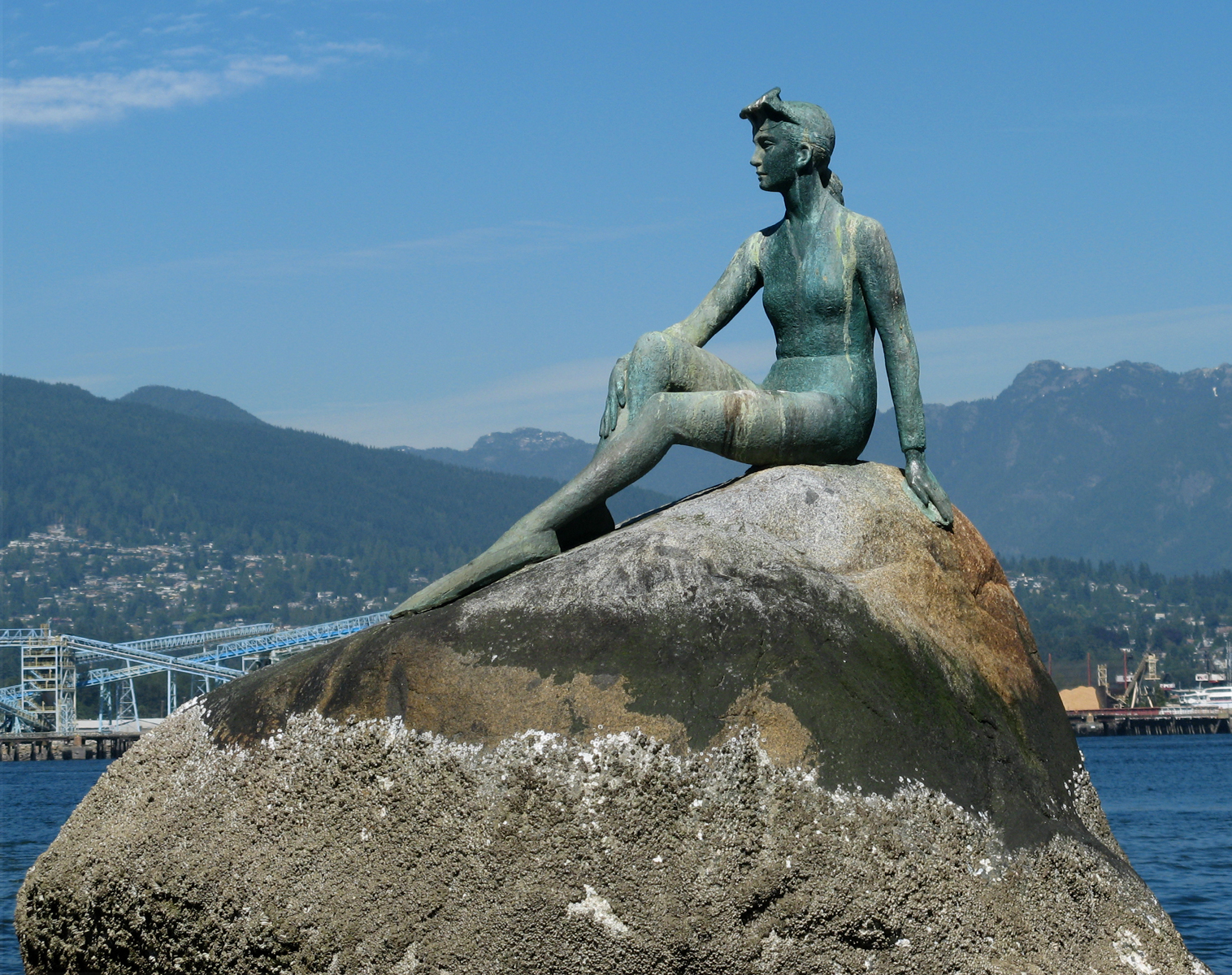
Girl in a Wetsuit von Elek Imredy (1972) in Vancouver

Nachbildungen der Skulptur befinden sich in Solvang (Kalifornien), Kimballton (Iowa), in Vancouver (Kanada), in Piatra Neamț (Rumänien) und im Hafen der Kleinstadt Asaa (Dänemark). Exemplare in halber Größe gibt es in Calgary (Kanada) und im International Peace Garden in Salt Lake City.
Eine Replik steht auch in Seoul, der Hauptstadt Südkoreas.